# Guarnición de Ejército Mar del Plata
La Guarnición de Ejército «Mar del Plata» es una base del Ejército Argentino localizada en Mar Del Plata, provincia de Buenos Aires.

## Historia
En 1944, se trasladó a las instalaciones de Camet la Agrupación de Artillería Antiaérea, proveniente de la Guarnición de Ejército «Campo de Mayo». Esta unidad existió hasta 1964, año en el cual quedó disuelto. En su lugar se crearon el Comando de la Agrupación de Artillería de Defensa Aérea y el Grupo de Artillería de Defensa Aérea 601.
En 1972, se creó la Batería de Artillería de Defensa Aérea 602, a partir de la Batería «C» del GADA 601. La BADA 602 se convirtió en Grupo de Artillería de Defensa Aérea Mixto 602 en 1976.
En 1990, se radicó en la guarnición el Grupo de Artillería de Defensa Aérea 101, que se transformó en Grupo de Artillería de Defensa Aérea 603. Finalmente en 1996 esta unidad quedó disuelta.

## Unidades
- Agrupación de Artillería Antiaérea de Ejército 601-Escuela.
- Grupo de Artillería Antiaéreo 601.
- Grupo de Artillería Antiaéreo Mixto 602.
- Grupo de Mantenimiento de Sistemas Antiaéreos 601.